# Парадокс Банаха — Тарського

Кулю можна «розбити» на шматки і зібрати з них дві такі самі кулі.

Парадокс Банаха — Тарського, або парадокс подвоєння кулі, стверджує, що тривимірна куля рівноскладена двом своїм копіям.
Дві підмножини евклідового простору називаються рівноскладеними, якщо одну можна розбити на скінченне число «шматків» і скласти з них другу. При цьому для подвоєння кулі достатньо п'яти шматків, але чотирьох — ні.
Точніше, дві множини {\displaystyle A} і {\displaystyle B} є рівноскладеними, якщо їх можна представити як скінченне об'єднання підмножин без перетинів {\displaystyle A=\bigcup _{i}^{n}A_{i}}, {\displaystyle B=\bigcup _{i}^{n}B_{i}} так, що для кожного {\displaystyle i} підмножина {\displaystyle A_{i}} конгруентна {\displaystyle B_{i}}.
Дійсний також сильніший варіант парадоксу:
| Будь-які дві обмежені підмножини евклідового простору з непорожньою внутрішністю є рівноскладеними. |

Зважаючи на його неправдоподібність, цей парадокс часто використовують як аргумент проти прийняття аксіоми вибору, яка істотно використовується для побудови такого розбиття.
Прийняття відповідної альтернативної аксіоми дозволяє довести неможливість зазначеного розбиття, не залишаючи місця для цього парадоксу.
Парадокс був відкритий 1926 року Стефаном Банахом і Альфредом Тарським. Дуже подібний на більш ранній парадокс Гаусдорфа, і його доведення засноване на тій самій ідеї. Тому  правильніше називати Парадокс Банаха — Тарського парадоксом Гаусдорфа — Банаха — Тарського.

## Значення для теоріїміри
Розділяючи кулю на скінченне число частин, ми інтуїтивно очікуємо, що, складаючи ці частини разом, можна отримати тільки суцільні фігури, об'єм яких в сумі рівний об'єму вихідної кулі. Однак це справедливо лише в разі, коли куля ділиться на частини, що мають об'єм. Суть парадоксу полягає в тому, що в тривимірному просторі існують невимірні множини, які не мають об'єму, якщо під об'ємом ми розуміємо те, що має властивість адитивності, і припускаємо, що об'єми двох конгруентних множин рівні.
Очевидно, що «шматки» в такому розбитті не можуть бути вимірними (і неможливо здійснити таке розбиття будь-якими засобами на практиці).
Для плоского круга аналогічна теорема не дійсна.
Більш того, Банах показав, що на площині поняття площі може бути продовжене на всі обмежені множини як скінченно-адитивна міра, інваріантна щодо рухів; зокрема, будь-яка множина, рівноскладена кругу, має ту саму площу.
Гаусдорф показав, що подібне зробити не можна на двовимірній сфері і, отже, у тривимірному просторі, і парадокс Банаха — Тарського дає цьому наочну ілюстрацію.
Тим не менш, деякі парадоксальні розбиття можливі й на площині: круг можна розбити на скінченне число (вистачає 1050) частин і скласти з них квадрат рівної площі, при цьому можливо переміщати частини тільки за допомогою паралельних перенесень (див. Квадратура круга Тарського).